# Inter-Parliamentary Union
Inter-Parliamentary Union (IPU) (dansk: Den Interparlamentariske Union) er en international organisation for suveræne staters parlamenter. 143 nationale parlamenter er medlemmer, mens der er 7 associerede medlemmer (bl.a. Europa-Parlamentet).
IPU blev grundlagt i Genève i 1889 af britiske William Randal Cremer og franske Frédéric Passy, hvilket gør den til verdens ældste forum for multilaterale politiske forhandlinger. Hovedkvarteret er stadig beliggende i Genève. 
Organisationen har til formål at virke for parlamenternes udvikling og demokrati og at fremme dialogen mellem verdens parlamenter. IPU arbejder desuden for at sikre overholdelse af menneskerettighederne med særligt fokus på parlamentarikere. IPU afholder to årlige kongresser. 
Folketinget har nedsat en dansk interparlamentarisk gruppe, der fungerer som Danmarks delegation ved IPU's kongresser. Gruppen nedsættes efter hvert folketingsvalg og ledes som Folketingets udvalg af en formand og næstformand. Gruppen har yderligere 15 medlemmer og 11-13 stedfortrædere. Formand er p.t. Kristian Pihl Lorentzen fra Venstre.